# Мор ап Кенеу
Мор ап Кенеу (валл. Mor ap Ceneu; 420—470) — король Ебрука, давньої держави на території сучасної Північної Англії. Близько 450 року, після смерті свого батька, став королем Ебрука. Він воював з піктами і саксами. У 470 році Мор помер і його сини знову розділили країну на дві частини. Ейніон ап Мор отримав трон Ебрука, а Артуїс ап Мор став королем Пеннін. Крім того, отримав незалежність Гододін, де правили не його нащадки, а вожді вотадінів.